# Fuerte George
El Fuerte George (en inglés: Fort George, literalmente "El Fuerte de Jorge") está situado en la península de Titchfield en la ciudad de Port Antonio, en la parroquia de Portland, Jamaica. La propuesta de un fuerte en Port Antonio se discutió por primera vez en 1728, cuando un comité de la Cámara de la Asamblea se reunió para examinar las medidas que se debían tomar frente a una posible invasión española. En 1729, a Christian Lilly se le asignó la tarea de construir un fuerte que, después de haber sido levantado, se dio a conocer como Fort George en honor del rey Jorge I de Gran Bretaña. Lilly había construido algunas de las paredes de la Royal Citadel en Plymouth, y el bastión en Fort George fue diseñado como una versión más pequeña de la Ciudadela.